# Theodor Christoph Grotrian
Theodor Christoph Grotrian (auch Theodor Christoph Grotian) (* 1. Mai 1755 in Schöningen; † 21. März 1829 in Holzminden) war ein deutscher evangelischer Geistlicher, Pädagoge und Verleger.

## Leben
Theodor Christoph Grotrian wurde als Sohn des Forstsekretärs Gebhard Christoph (getauft 12. November 1715 in Hötensleben; begraben 14. Oktober 1771 in Holzminden) und dessen Ehefrau Marlene Catharina Stüning (auch: Stimmig) (* 27. September 1718 in Schöningen; † 14. Oktober 1793 in Holzminden), einer Tochter des verstorbenen Bürgermeisters in Schöningen Johann Michael Stüning, geboren. Er hatte sechs Geschwister:
- Johann August Grotrian (* 18. Dezember 1746 in ?; † 29. Oktober 1795[4] in Holzminden), Oberförster und Forstrat in Holzminden[5];
- Christoph Heinrich Grotrian (* 8. September 1748 in Holzminden; † 9. Februar 1752 in Holzminden);
- Johann Friedrich Ludwig Grotrian (* 20. September 1750 in Holzminden; † unbekannt);
- Sophia Christina Grotrian (* 11. November 1753 in Holzminden; † 15. Februar 1760 in Holzminden);
- Auguste Elisabeth Philippine Grotrian (* 12. Juli 1757 in Holzminden; †  30. Juli 1831 in Altendorf bei Holzminden);
- Charlotte Wilhelmina Christiane Grotrian (* 20. März 1762 in Holzminden; † 25. Mai 1822 in Allersheim bei Holzminden), verheiratet mit Ernst Heinrich Hausmann (1762–1823), 1785 Amtmann in Binder; 1788 Amtsrat in Söder und Amtsrat in 1823 in Allersheim bei Holzminden.

Bereits im Alter von sechs Monaten kam Theodor Christoph Grotrian nach Holzminden. Er war einer der ersten Schüler an der in Holzminden neu errichteten Schule (heute: Campe-Gymnasium Holzminden), die vormals im Kloster Amelungsborn befindlich war. Einer seiner Mitschüler war Joachim Heinrich Campe.
1773 begann er ein Theologie-Studium an der Universität Göttingen, das er 1775 an der Universität Helmstedt fortsetzte und 1776 beendete. Er kehrte zurück nach Holzminden und wurde Collaborator an der Schule, die er zuvor besucht hatte, und unterrichtete Religion, Hebräisch und Naturgeschichte.
1783 wurde er Prediger in Lutter am Barenberge und 1792 Superintendent in Seesen und Propst des Klosters Frankenberg in Goslar.
Ab Juli 1785 gab er das Holzmindische Wochenblatt heraus, das zwar 1795 wieder eingestellt wurde, aber 1797 wieder neu erschien (heute: Täglicher Anzeiger Holzminden).
1787 heiratete Grotrian Johanne Sabine Christine Brühl (* 22. Februar 1763 in Herzberg; † 22. Januar 1847 in Holzminden), mit der er einen Sohn Carl Ludwig Ferdinand Grotrian (1789–1844) und zwei Töchter hatte. Sein Sohn wurde Doktor der Medizin und Professor der Anatomie am Anatomisch-Chirurgischen Institut in Braunschweig.
1814 erfolgte Grotrians Ernennung zum Generalsuperintendenten und Pastor primarius in Holzminden für den Weser-Distrikt. Mit dieser Stelle war auch das Ephorat der Schule verbunden. Alle seine Vorgänger waren mit diesem Ephorat auch Äbte des Klosters Amelungsborn, jedoch wurde dieser Titel im westphälischen Königreich abgeschafft und erst bei der Wiederherstellung der braunschweigischen Landstände 1819 wieder eingeführt, so dass er erst zu diesem Zeitpunkt offiziell Abt von Amelungsborn wurde. Gleichzeitig hatte er Sitz und Stimme im Braunschweigischen Landtag.

## Ehrungen
Im Sommer 1827 erhielt er von der Theologischen Fakultät der Universität Göttingen das Diplom der theologischen Doktorwürde.